# Emäsalo
Emäsalo is een Fins eiland in de Finse Golf. Het maakt deel uit van de gemeente Porvoo. Het eiland heeft ongeveer 400 inwoners verdeeld over vier dorpen, namelijk Emäsalon kylä (Zweeds: Emsalö by), Orrenkylä (Zweeds: Orrby), Pentinkylä (Zweeds: Bengtsby) en Vaarlahti (Zweeds: Varlax). Sinds 1992 is het eiland via een brug verbonden met het vasteland. 